# Kurt Müller (Archäologe)
Kurt Ferdinand Müller (* 22. Februar 1880 in Dresden; † 7. Juni 1972 in Göttingen) war ein deutscher Klassischer Archäologe.
Müller wurde als Sohn des praktischen Arztes Albert Wilhelm Müller und der Anna, geb. Künzel geboren. Er studierte nach dem Besuch des Gymnasium zum heiligen Kreuz in Dresden bis 1899 an der Universität Leipzig Klassische Archäologie, Klassische Philologie sowie Kunstgeschichte. 1904 wurde er bei Franz Studniczka mit der Dissertation Der Leichenwagen Alexanders des Großen promoviert. Sein Werk gab zahlreiche Impulse in der Wissenschaft. Von 1905 bis 1907 reiste er mit dem Reisestipendium des Deutschen Archäologischen Instituts im Mittelmeerraum. Von 1907 bis 1909 war er in Athen Assistent von Georg Karo, dann bis 1912 Assistent an der Abteilung Athen des Deutschen Archäologischen Instituts. Ab 1912 war er Assistent, 1913 erfolgte die Habilitation, 1919 erhielt er den Titel Professor und ab 1921 war er außerordentlicher Professor am Institut für Klassische Archäologie der Universität Göttingen. Er arbeitete bei Ausgrabungen in Griechenland (Olympia, Kakovatos, Kombothekra, Tiryns) mit. Nach der „Machtergreifung“ der Nationalsozialisten unterzeichnete er am 11. November 1933 das Bekenntnis der deutschen Professoren zu Adolf Hitler. 1937 wurde er aus seiner Assistentenstelle entlassen, 1939 nach dem Tode von Hermann Thiersch jedoch mit der Vertretung des Lehrstuhls beauftragt und dann zum außerplanmäßigen Professor ernannt. 1946 wurde er als Professor emeritiert.

## Veröffentlichungen (Auswahl)
- Der Leichenwagen Alexanders des Großen, Leipzig 1905 (= Dissertation) (Online-Version)